# 石屯镇 (政和县)
石屯镇，是中华人民共和国福建省南平市政和县下辖的一个乡镇级行政单位。

## 行政区划
石屯镇下辖以下地区：
石屯村、工农村、长城村、西津村、洋后村、王山口村、石门村、际下村和松源村。